# Скуби-Ду, где си?
Где си ти Скуби Ду? (енгл. Scooby-Doo, Where Are You!) je америчка цртана серија продуцирана од стране компаније Хана Барбера. Цртана серија се емитовала на каналу ЦБС од 13. септембра 1969. до 31. октобра 1970. године.
Цртана серија се фокусира на четири тинејџера а они су Фред Џонс, Дафне Блејк, Велма Динкли, Норвел "Шеги" Роџерс и главни лик, данска дога, Скуби Ду. Група путује у комбију названом "Машина мистерија", решавајући мистерије у којима се налазе локалне легенде, и у свакој епизоди, маскирана особа чини злочине и они је разоткривају.
"Где си ти Скуби Ду" је постала прва цртана серија из Скуби Ду серијала, који је касније постао најдужа медијска франшиза, укључујући неколико цртаних серија, филмова, и сличнијих садржаја.

## Порекло
"Где си ти Скуби Ду" је резултат планова од ЦБС и Хана Барбера, који су желели да направе суботњи јутарњи ненасилни блок за децу, али и родитеље који су протестовали због програма заснованим на суперхеројима средином 1960.-тих година. Оригинални наслов био је "Мистериозних пет", касније и "Ко је у-у-уплашен?" и тек су касније дошли на идеју "Где си ти Скуби Ду" након промена направљених у скрипти за екран. Али је скрипта—четири тинелџера(Фред, Дафне, Велма и Шеги) и уплашени, смотани Скуби Ду, који решавају натприродне мистерије—увек била иста.

## ДВД
| Име DVD                                          | ЕП # | Датум Изласка                                            |
| ------------------------------------------------ | ---- | -------------------------------------------------------- |
| Скуби-Ду језиве бајке                            | 3    | 21. август 2001. године                                  |
| Скуби-Ду језиво бајке 2                          | 4    | 4. јул 2002. године,                                     |
| Скуби Ду, Где Си!: Комплетна прва и друга сезона | 25   | 16. март 2004. године                                    |
| Скуби Ду, Где Си!: Комплетна Трећа Сезона        | 16   | 10. април 2007. године                                   |
| Скуби Ду, Где Си!: Комплетна Серија              | 41   | 9. новембр 2010. године 13. новембар, 2012 (објављивање) |